# Judy Foote
Judy May Foote, geboren Judy May Crowley (Grand Bank, 23 juni 1952) is een voormalig Canadees politica van de Liberale Partij.
Ze was van 1996 tot 2007 provinciaal parlementslid en diende vrijwel de gehele periode ook als provinciaal minister. Van 2008 tot 2017 was Foote federaal parlementslid en daarnaast van 2015 tot 2017 ook minister van Openbare Diensten en Aanbestedingen in de regering van Justin Trudeau. Van 2018 tot aan haar pensioen in 2023 was ze luitenant-gouverneur van Newfoundland en Labrador, als eerste vrouw in die functie.

## Carrière

### Beginperiode
Ze begon haar carrière als medewerker aan de Memorial University of Newfoundland. Later ging ze aan de slag als communicatieverantwoordelijke van Clyde Wells, die van 1989 tot 1996 premier van Newfoundland was.
Bij de Newfoundlandse parlementsverkiezingen van 1993 kwam Foote voor het eerst op als kandidate in het provinciaal kiesdistrict Grand Bank. Ze wist echter niet te winnen van zittend parlementslid Bill Matthews.
Bij de daaropvolgende Newfoundlandse parlementsverkiezingen van 1996 geraakte ze echter wel verkozen als vertegenwoordiger voor Grand Bank in het Huis van Vergadering van Newfoundland. Zowel in 1999 als 2003 werd ze in die hoedanigheid herverkozen.

### Provinciaal minister
Als kersvers provinciaal parlementslid werd ze in 1996 aangesteld als Newfoundlands minister van Ontwikkeling en Rurale Vernieuwing. Door verscheidene kabinetsherschikkingen was ze daarna achtereenvolgens minister van Industrie, Handel en Technologie (1997–1998), minister van Onderwijs (1998–2000), opnieuw minister van Onderwijs (2001–2003) en minister van Industrie, Handel en Rurale Ontwikkeling (2003–2007).

### Nationale politiek
In 2007 nam ze ontslag als lid van het provinciale Huis van Vergadering omdat ze verkozen was als liberale kandidaat voor het federale kiesdistrict Random–Burin–St. George's. Ze werd daarop in de Canadese federale verkiezingen van 2008 met 53,7% van de stemmen verkozen als parlementslid in het lagerhuis. In september 2010 werd ze aangesteld als vicefractievoorzitter van de Liberale Partij.
In de Canadese federale verkiezingen van 2011 werd Foote opnieuw verkozen voor het kiesdistrict Random–Burin–St. George's (met 49,7% van de stemmen). Ze legde haar functie van vicefractievoorzitter daarop neer en werd aangesteld als whip van de Liberale Partij-fractie in het lagerhuis, die in de oppositie was terechtgekomen.
De Canadese federale verkiezingen van 2015 waren een grote overwinning voor de Liberale Partij van Canada. Foote werd in het nieuwe kiesdistrict Bonavista–Burin–Trinity verkozen met 81,8% van de stemmen, waarmee ze de kandidaat met het grootste stemmenpercentage in het hele land was. Ze werd daarop aangesteld als federaal minister van Openbare Diensten en Aanbestedingen. In 2017 nam ze om persoonlijke redenen ontslag als parlementslid en minister.

### Luitenant-gouverneur
Op 20 maart 2018 kondigde Justin Trudeau de aanstelling van Judy Foote als luitenant-gouverneur van de provincie Newfoundland en Labrador aan. Op 3 mei 2018 werd ze door de Gouverneur-generaal van Canada officieel benoemd in die functie, als opvolgster van Frank Fagan. Ze was de eerste vrouw ooit die luitenant-gouverneur van Newfoundland en Labrador werd. Ze was in die hoedanigheid de officiële vertegenwoordiger van koningin Elizabeth II en later van koning Charles III in de provincie.
Op 14 november 2023 werd de toen 71-jarige Foote opgevolgd door Joan Marie Aylward.

## Persoonlijk leven
Ze groeide op in het vissersdorp Grand Bank, op het Zuid-Newfoundlandse schiereiland Burin. Ze is getrouwd met Howard Foote en heeft drie kinderen. In 2000 en 2014 kreeg ze te maken met borstkanker.
- Library of Congress Control Number: no2016055103
- Virtual International Authority File: 30146332809718731278
- WorldCat: E39PBJpPHkpTVXYHw33rRgGJXd